# Emotion: Side B
Emotion: Side B – minialbum kanadyjskiej piosenkarki Carly Rae Jepsen wydany w 2016 roku przez 604 Records, School Boy Records i Interscope Records. Wydawnictwo składa się z piosenek powstałych podczas sesji nagraniowych do płyty Emotion, które nie trafiły na tamten album. Dwie z nich, „First Time” i „Fever”, ukazały się jednak wcześniej na składance z remiksami Emotion Remixed +, dostępnej jedynie na rynku japońskim. Całość jest mocno inspirowana muzyką lat 80. i zawiera materiał współtworzony przez takich producentów jak Greg Kurstin, Claude Kelly i Dev Hynes. Album spotkał się z bardzo pozytywnymi recenzjami i osiągnął średni sukces na listach sprzedaży. We wrześniu 2017 w Japonii ukazała się specjalna wersja EP-ki, zatytułowana Emotion: Side B +, zawierająca nowy singel „Cut to the Feeling”.

## Lista utworów
Opracowano na podstawie materiału źródłowego:
1. „First Time” – 3:35
2. „Higher” – 3:54
3. „The One” – 3:23
4. „Fever” – 3:04
5. „Body Language” – 2:53
6. „Cry” – 3:56
7. „Store” – 3:12
8. „Roses” – 3:39

## Pozycje na listach
| Kraj                               | Pozycja |
| ---------------------------------- | ------- |
| Australia (ARIA Charts)            | 74      |
| Irlandia (IRMA)                    | 89      |
| Japonia (Oricon)                   | 37      |
| Kanada (Billboard Canadian Albums) | 55      |
| Stany Zjednoczone (Billboard 200)  | 62      |
| Wielka Brytania (UK Albums Chart)  | 182     |